# 勇者パーティを追い出された器用貧乏 〜パーティ事情で付与術士をやっていた剣士、万能へと至る〜
『勇者パーティを追い出された器用貧乏 〜パーティ事情で付与術士をやっていた剣士、万能へと至る〜』（ゆうしゃパーティをおいだされたきようびんぼう パーティじじょうでふよじゅつしをやっていたけんし ばんのうへといたる）は、都神樹による日本のライトノベル。イラストはきさらぎゆりが担当している。WEB版は小説家になろうにて2021年2月から連載中。書籍版はKラノベブックス（講談社）より2021年9月から刊行されている。
メディアミックスとして、よねぞうによるコミカライズが『水曜日のシリウス』（講談社）にて2021年10月から連載中。また、テレビアニメ化が決定している。
2024年12月時点でシリーズ累計発行部数は370万部を突破している。

## あらすじ
剣術も魔術もそこそこ程度の実力をもつオルン・ドゥーラは、昔馴染みのオリヴァーがリーダーを務める探索者のパーティで付与術士として活躍していた。前人未踏とされる大迷宮の94層に到達したオリヴァーのパーティは「勇者パーティ」として注目されるが、ある時オルンは実力不足を理由として、「器用貧乏」と罵倒されパーティをクビになる。オルンはソロの探索者として本職である剣士に戻るが、付与術士として培った経験や技術によって常識外れな強さを発揮するようになる。

## 登場人物
声の項はテレビアニメ版の声優。
オルン・ドゥーラ
声 - 大塚剛央
ソフィア・クローデル
声 - 立花日菜
セルマ・クローデル
声 - 大西沙織

## 既刊一覧

### 小説
- 都神樹（著）・きさらぎゆり（イラスト）『勇者パーティを追い出された器用貧乏 〜パーティ事情で付与術士をやっていた剣士、万能へと至る〜』講談社〈Kラノベブックス〉、既刊8巻（2024年12月2日現在）
  1. 2021年9月2日発売[6]、ISBN 978-4-06-524906-2
  2. 2022年3月2日発売[7]、ISBN 978-4-06-526060-9
  3. 2022年9月2日発売[8]、ISBN 978-4-06-529354-6
  4. 2023年2月2日発売[9]、ISBN 978-4-06-531131-8
  5. 2023年8月2日発売[10]、ISBN 978-4-06-532814-9
  6. 2023年12月28日発売[11]、ISBN 978-4-06-534477-4
  7. 2024年5月31日発売[12]、ISBN 978-4-06-535657-9
  8. 2024年12月2日発売[13]、ISBN 978-4-06-537617-1

### 漫画
- よねぞう（漫画）・都神樹（原作）・きさらぎゆり（キャラクター原案）『勇者パーティを追い出された器用貧乏 〜パーティ事情で付与術士をやっていた剣士、万能へと至る〜』講談社〈シリウスKC〉、既刊15巻（2025年6月9日現在）
  1. 2022年3月9日発売[14][15]、ISBN 978-4-06-526980-0
  2. 2022年5月9日発売[16]、ISBN 978-4-06-527631-0
  3. 2022年7月7日発売[17]、ISBN 978-4-06-528257-1
  4. 2022年9月8日発売[18]、ISBN 978-4-06-529278-5
  5. 2022年12月8日発売[19]、ISBN 978-4-06-529899-2
  6. 2023年3月9日発売[20]、ISBN 978-4-06-530839-4
  7. 2023年6月8日発売[21]、ISBN 978-4-06-531797-6
  8. 2023年9月8日発売[22]、ISBN 978-4-06-532797-5
  9. 2023年12月7日発売[23]、ISBN 978-4-06-533805-6
  10. 2024年3月8日発売[24]、ISBN 978-4-06-534765-2
  11. 2024年6月7日発売[25]、ISBN 978-4-06-535682-1
  12. 2024年9月9日発売[26]、ISBN 978-4-06-536657-8
  13. 2024年12月9日発売[27]、ISBN 978-4-06-537700-0
  14. 2025年3月7日発売[28]、ISBN 978-4-06-538697-2
  15. 2025年6月9日発売[29]、ISBN 978-4-06-539684-1

## テレビアニメ
2025年3月に『勇者パーティを追い出された器用貧乏』のタイトルでテレビアニメ化が発表された。

### スタッフ
- 原作 - 都神樹[4]
- キャラクター原案 - きさらぎゆり[4]
- コミカライズ - よねぞう[4]
- 監督 - 神戸洋行[4]
- シリーズ構成 - 鈴木雅詞[4]
- キャラクターデザイン - 中村直人[4]
- 制作 - animation studio42[4]